# Gandrange
Gandrange är en kommun i departementet Moselle i regionen Grand Est (tidigare regionen Lorraine) i nordöstra Frankrike. Kommunen ligger i kantonen Moyeuvre-Grande som tillhör arrondissementet Thionville-Ouest. År 2022 hade Gandrange 3 006 invånare.

## Befolkningsutveckling
Antalet invånare i kommunen Gandrange
| Referens: INSEE |